# Carles III de Navarra
Carles III de Navarra, dit el Noble (Mantes-la-Jolie, Regne de França 1361 - Olite, Regne de Navarra 1425), fou rei de Navarra i comte d'Evreux (1387-1425).

## Família
Nascut prop de París el 1361, fou fill del rei Carles II de Navarra i Joana de França. Es casà el 27 de maig de 1375 amb Elionor de Castella, filla d'Enric II de Castella i Joana Manuel. D'aquest matrimoni nasqueren:
- la infanta Joana de Navarra (1386-1413), casada el 1402 amb Joan I de Foix
- la infanta Maria de Navarra (1388-1425)
- la infanta Margarida de Navarra (1390- ~1420)
- la infanta Blanca I de Navarra (1391-1441), reina de Navarra i casada el 1401 amb Martí II de Sicília i el 1419 amb Joan II d'Aragó
- la infanta Beatriu de Navarra (1392-1415), casada el 1406 amb Jaume II de Borbó
- la infanta Isabel de Navarra (1395-1435), casada el 1419 amb Joan IV d'Armanyac
- l'infant Carles de Navarra (1397-1402), príncep de Viana
- l'infant Lluís de Navarra (1402), príncep de Viana

Carles III tingué diversos fills il·legítims, fruit de la seva relació amb Maria Miguel de Esparza.

## Vida política
El seu casament, ajustat el 1373 per mediació de Guiu de Boulogne, cardenal i legat apostòlic del papa entre els regnes espanyols, amb Elionor de Castella el 1375, va posar fi als conflictes entre el Regne de Navarra i el Regne de Castella, creant una relació d'amistat que va perdurar en el temps.
En un context de crisi econòmica i creixent aristocratització de la societat, Carles III va abordar una política en relació amb les possibilitats i recursos del seu regne. Així va intentar la distensió de relacions amb Castella, Aragó, França i Anglaterra, així com va donar suport al papat.
Va col·laborar amb Castella en les guerres contra el Regne de Granada i va propiciar el matrimoni de la seva filla Blanca amb Martí el Jove primer, i posteriorment amb l'infant Joan d'Aragó, fill de Ferran d'Antequera.
Va crear el 1413 la Cort o tribunal suprem del regne.
L'abandó de l'expansionisme per part del seu pare va permetre personalitzar un procés d'allunyament de França i va navarritzar la dinastia Evreux. Pel tractat de París (1404) es van solucionar les diferències amb Carles VI de França, renunciant als seus feus a Xampanya i Brie. Així mateix, va nomenar navarresos per als principals llocs del govern.
El 1423 instituí el títol de príncep de Viana als hereus del tron navarrès, i en fou el primer el seu net Carles de Viana.
Va destacar com un ferm impulsor de les arts, acabà la construcció de la catedral gòtica de Pamplona i els palaus reials de Tafalla i Olite, on va morir el 8 de setembre de 1425.
Fou enterrat a la catedral de Pamplona i, de les seves dues úniques filles supervivents, el succeí la seva filla gran Blanca, que regnà amb el nom de Blanca I de Navarra.